# Elaeodendron trichotomum
Elaeodendron trichotomum är en benvedsväxtart som först beskrevs av Nicolai Stepanowitsch Turczaninow, och fick sitt nu gällande namn av Lundell. Elaeodendron trichotomum ingår i släktet Elaeodendron och familjen Celastraceae. Inga underarter finns listade.